# Resolució 1710 del Consell de Seguretat de les Nacions Unides
La Resolució 1710 del Consell de Seguretat de les Nacions Unides fou adoptada per unanimitat el 29 de setembre de 2006. Després de reafirmar totes les resolucions sobre la situació entre Eritrea i Etiòpia, particularment les resolucions 1320 (2000), 1430 (2003),  1640 (2005) i 1681 (2006), el Consell va ampliar el mandat de la Missió de les Nacions Unides a Etiòpia i a Eritrea (UNMEE) quatre mesos fins al 31 de gener de 2007.
El secretari general de les Nacions Unides, Kofi Annan, havia instat prèviament al Consell de Seguretat a prorrogar la missió.

## Resolució

### Observacions
El Consell de Seguretat va reafirmar el seu suport al procés de pau entre els dos països i la plena implementació de l'acord d'Alger i la decisió de la Comissió de Fronteres Eritrea-Etiòpia (EEBC) que era important per a una pau duradora a la regió.
Va reafirmar la integritat i el respecte de la Zona de Seguretat Temporal (TSZ) i va felicitar a la UNMUEE per operar en circumstàncies difícils.

### Actes
El mandat de la UNMEE es va ampliar quatre mesos. El Consell va exigir que Eritrea complís la Resolució 1640 mitjançant l'aixecament de les restriccions sobre el moviment i les operacions de la UNMEE, mentre que Etiòpia havua d'acceptar la decisió de la Comissió de Fronteres Etiòpia-Eritrea sobre la frontera recíproca. A més, tant Etiòpia com Eritrea havien d'exercir la màxima restricció i abstenir-se de les amenaces i l'ús de la força.
Mentrestant, el Consell va convidar a totes les parts a cooperar plenament amb l'EEBC en el procés de demarcació i proporcionar a la UNMEE la necessària assistència, suport, protecció i accés necessaris. Si Etiòpia i Eritrea no havien complert les demandes del Consell abans del 31 de gener de 2007, la UNMEE es transformaria o reconfiguraria si calgués; en aquest sentit, la situació es revisaria el 30 de novembre de 2006 per tal de preparar-se per possibles canvis.
Es va demanar a la comunitat internacional que continués donant suport a la UNMEE i les contribucions al fons fiduciari establert a la Resolució 1177 (1998).